# Francisco de Bustamante
Francisco de Bustamante, militar. Fue nombrado capitán vitalicio del presidio de Sinaloa y alcalde mayor en 1636, habiendo iniciado la disputa de jurisdicción con el gobernador de la Nueva Vizcaya, don Luis Monsalve y Saavedra, en virtud de que el primer nombramiento lo extendía el virrey de Nueva España y no se consideraba obligado a someterse a la jurisdicción civil del gobernador y capitán general. Hizo viaje hasta la Ciudad de México a defender sus derechos, sin haber rendido juicio de residencia, y el virrey lo obligó a someterse.